# 65-й гвардейский истребительный авиационный полк
65-й гвардейский истребительный авиационный Оршанский Краснознамённый ордена Суворова полк (65-й гв. иап) — воинская часть Военно-воздушных сил (ВВС) РККА СССР, принимавшая участие в боевых действиях Великой Отечественной войны.

## Наименования полка
За весь период своего существования полк несколько раз менял своё наименование:
- 653-й истребительный авиационный полк;
- 65-й гвардейский истребительный авиационный полк;
- 65-й гвардейский истребительный авиационный Краснознамённый полк;
- 65-й гвардейский истребительный авиационный Оршанский Краснознамённый полк;
- 65-й гвардейский истребительный авиационный Оршанский Краснознамённый ордена Суворова полк;
- 741-й гвардейский истребительный авиационный Оршанский Краснознамённый ордена Суворова полк;
- Полевая почта 35428.

## Создание полка
65-й гвардейский истребительный авиационный полк образован 18 марта 1943 года путём переименования 653-го истребительного авиационного полка в гвардейский за образцовое выполнение боевых задач и проявленные при этом мужество и героизм на основании Приказа НКО СССР.

## Преобразование полка
- 65-й гвардейский истребительный авиационный Оршанский Краснознамённый ордена Суворова полк 20 февраля 1949 года переименован в 741-й гвардейский истребительный авиационный Оршанский Краснознамённый ордена Суворова полк[2].
- 741-й гвардейский истребительный авиационный Оршанский Краснознамённый ордена Суворова полк переформирован в 1961 году в 486-й гвардейский зенитно-ракетный полк с сохранением всех регалий.

## В действующей армии
В составе действующей армии:
- с 18 марта 1943 года по 2 апреля 1943 года, итого — 15 дней,
- с 9 мая 1943 года по 6 октября 1943 года, итого — 150 дней,
- с 5 ноября 1943 года по 5 апреля 1944 года, итого — 152 дня,
- с 20 июня 1944 года по 9 мая 1945 года, итого — 323 дня.

Всего 640 дней.

## Командиры полка
- капитан, майор, подполковник Зворыгин Михаил Никифорович[4], 11.11.1941 — 31.12.1945

## В составе соединений и объединений
| Период        | Фронт (округ)                                   | армия                | корпус                                             | дивизия                                              | примечание                                                                           |
| ------------- | ----------------------------------------------- | -------------------- | -------------------------------------------------- | ---------------------------------------------------- | ------------------------------------------------------------------------------------ |
| 27.02.1943 г. | Северо-Западный фронт                           | 6-я воздушная армия  | 1-й истребительный авиационный корпус              | 274-я истребительная авиационная дивизия             | Як-1                                                                                 |
| 18.03.1943 г. | Северо-Западный фронт                           | 6-я воздушная армия  | 1-й гвардейский истребительный авиационный корпус  | 4-я гвардейская истребительная авиационная дивизия   | переименован в гвардейский, Як-1                                                     |
| 03.04.1943 г. | Резерв Верховного Главнокомандования            |                      | 1-й гвардейский истребительный авиационный корпус  | 4-я гвардейская истребительная авиационная дивизия   | аэр. Степыгино, Як-1                                                                 |
| 09.05.1943 г. | Брянский фронт                                  | 15-я воздушная армия | 1-й гвардейский истребительный авиационный корпус  | 4-я гвардейская истребительная авиационная дивизия   | Як-1, Як-7Б                                                                          |
| 07.10.1943 г. | Резерв Верховного Главнокомандования            |                      | 1-й гвардейский истребительный авиационный корпус  | 4-я гвардейская истребительная авиационная дивизия   | Як-1, Як-7Б, Як-9, аэр. Борыково, Московская область                                 |
| 05.11.1943 г. | 2-й Прибалтийский фронт                         | 15-я воздушная армия | 1-й гвардейский истребительный авиационный корпус  | 4-я гвардейская истребительная авиационная дивизия   | Як-9                                                                                 |
| 30.11.1943 г. | 1-й Прибалтийский фронт                         | 3-я воздушная армия  | 1-й гвардейский истребительный авиационный корпус  | 4-я гвардейская истребительная авиационная дивизия   | Як-9                                                                                 |
| 06.04.1944 г. | Резерв Верховного Главнокомандования            |                      | 1-й гвардейский истребительный авиационный корпус  | 4-я гвардейская истребительная авиационная дивизия   | Як-9, аэр. Луги, Калининская область                                                 |
| 16.07.1944 г. | 1-й Прибалтийский фронт                         | 3-я воздушная армия  | 1-й гвардейский истребительный авиационный корпус  | 4-я гвардейская истребительная авиационная дивизия   | Як-9                                                                                 |
| 01.09.1944 г. | Резерв Верховного Главнокомандования            |                      | 1-й гвардейский истребительный авиационный корпус  | 4-я гвардейская истребительная авиационная дивизия   | Як-9                                                                                 |
| 05.10.1944 г. | 1-й Прибалтийский фронт                         | 3-я воздушная армия  | 1-й гвардейский истребительный авиационный корпус  | 4-я гвардейская истребительная авиационная дивизия   | Як-9                                                                                 |
| 03.03.1945 г. | 2-й Прибалтийский фронт                         | 15-я воздушная армия | 1-й гвардейский истребительный авиационный корпус  | 4-я гвардейская истребительная авиационная дивизия   | Як-9                                                                                 |
| 03.04.1945 г. | 1-й Белорусский фронт                           | 16-я воздушная армия | 1-й гвардейский истребительный авиационный корпус  | 4-я гвардейская истребительная авиационная дивизия   | аэр. Шяуляй, перевооружился на Як-3                                                  |
| 12.04.1945 г. | 1-й Белорусский фронт                           | 16-я воздушная армия | 1-й гвардейский истребительный авиационный корпус  | 4-я гвардейская истребительная авиационная дивизия   | Як-3                                                                                 |
| 09.05.1945 г. | 1-й Белорусский фронт                           | 16-я воздушная армия | 1-й гвардейский истребительный авиационный корпус  | 4-я гвардейская истребительная авиационная дивизия   | Як-3                                                                                 |
| 10.06.1945 г. | Группа советских оккупационных войск в Германии | 16-я воздушная армия | 1-й гвардейский истребительный авиационный корпус  | 4-я гвардейская истребительная авиационная дивизия   | Як-3                                                                                 |
| 20.02.1949 г. | Группа советских войск в Германии               | 24-я воздушная армия | 61-й гвардейский истребительный авиационный корпус | 170-я гвардейская истребительная авиационная дивизия | полк переименован в 741-й гвардейский                                                |
| 07.1949 г.    | Группа советских войск в Германии               | 24-я воздушная армия | 61-й гвардейский истребительный авиационный корпус | 170-я гвардейская истребительная авиационная дивизия | МиГ-15                                                                               |
| 25.09.1953 г. | Закавказский военный округ                      | 34-я воздушная армия |                                                    | 170-я гвардейская истребительная авиационная дивизия | МиГ-15, переучился на МиГ-17, аэр. Мериа Грузинская ССР                              |
| 18.04.1960 г. | Закавказский военный округ                      | 34-я воздушная армия |                                                    | 283-я истребительная авиационная дивизия             | 170-я гв. иад расформирована                                                         |
| 01.05.1961 г. | Туркестанский военный округ                     |                      | 30-й корпус ПВО                                    |                                                      |                                                                                      |
| 1961 г.       | Туркестанский военный округ                     |                      | 30-й корпус ПВО                                    |                                                      | переформирован в 486-й гвардейский зенитно-ракетный полк с сохранением всех регалий. |

## Участие в операциях и битвах
- Курская битва:

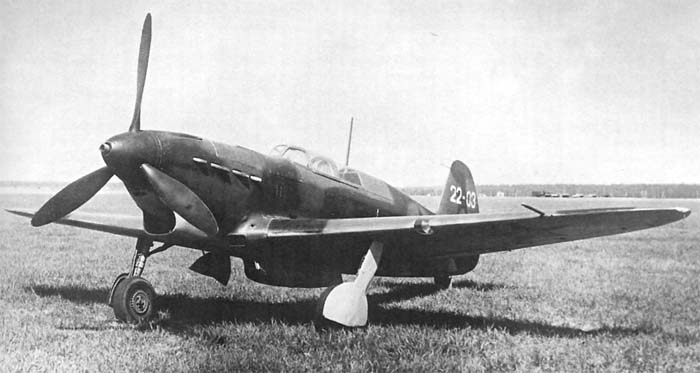
Истребитель Як-7

  - Орловская операция «Кутузов» — с 12 июля 1943 года по 18 августа 1943 года.
- Брянская операция — с 17 августа 1943 года по 3 октября 1943 года.
- Городокская операция — с 13 декабря 1943 года по 31 декабря 1943 года.
- Белорусская наступательная операция «Багратион»:
  - Витебско-Оршанская операция — с 23 июня 1944 года по 28 июня 1944 года.
  - Минская операция — с 29 июня 1944 года по 4 июля 1944 года.
  - Шяуляйская операция — с 5 июля 1944 года по 31 июля 1944 года.
- Прибалтийская операция:
  - Рижская операция — с 14 сентября 1944 года по 22 октября 1944 года.
  - Мемельская операция — с 5 октября 1944 года по 22 октября 1944 года.
- Восточно-Прусская операция — с 13 января 1945 года по 25 апреля 1945 года.
- Берлинская стратегическая наступательная операция — с 16 апреля 1945 года по 8 мая 1945 года.

## Почётные наименования
За отличие в боях за овладение городом и оперативно важным железнодорожным узлом Орша 65-му гвардейскому истребительному авиационному Краснознаменномуполку присвоено почётное наименование «Оршанский».

## Награды
- За образцовое выполнение боевых заданий командования на фронте борьбе с немецкими захватчиками и проявленные при этом доблесть и мужество Указом Президиума Верховного Совета СССР от 2 сентября 1943 года 65-й гвардейский истребительный авиационный полк награждён орденом Боевого Красного Знамени.
- За образцовое выполнение боевых заданий командования в боях при прорыве обороны противника юго-восточнее Риги и проявленные при этом мужество и доблесть 65-й гвардейский истребительный авиационный Оршанский Краснознамённый полк Указом Президиума Верховного Совета СССР от 22 октября 1944 года награждён Орденом Суворова III степени[6].

## Отличившиеся воины полка

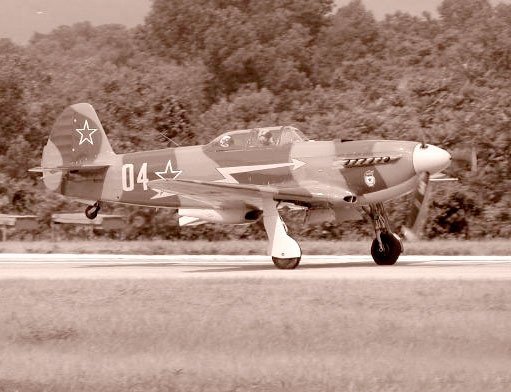
Як-9

- Гуськов Гавриил Гаврилович, гвардии младший лейтенант, командир звена 65-го гвардейского истребительного авиационного полка 4-й гвардейской истребительной авиационной дивизии 1-го гвардейского истребительного авиационного корпуса 3-й воздушной армии 24 мая 1943 года удостоен звания Героя Советского Союза. Золотая Звезда № 1011
- Кубарев Василий Николаевич, гвардии майор, заместитель командира эскадрильи 65-го гвардейского истребительного авиационного полка 4-й гвардейской истребительной авиационной дивизии 1-го гвардейского истребительного авиационного корпуса 15-й воздушной армии 28 сентября 1943 года удостоен звания Героя Советского Союза. Золотая Звезда № 1120
- Кулиев Адиль Гусейн оглы, гвардии капитан, штурман эскадрильи 65-го гвардейского истребительного авиационного полка 4-й гвардейской истребительной авиационной дивизии 1-го гвардейского истребительного авиационного корпуса 3-й воздушной армии 23 февраля 1945 года удостоен звания Героя Советского Союза. Золотая Звезда № 5932
- Попов Андрей Иванович, гвардии старший лейтенант, командир звена 65-го гвардейского истребительного авиационного полка 4-й гвардейской истребительной авиационной дивизии 1-го гвардейского истребительного авиационного корпуса 3-й воздушной армии 13 апреля 1944 года удостоен звания Героя Советского Союза. Золотая Звезда № 3548

## Лётчики-асы полка
| Фамилия, имя, отчество      | Воинское звание | Должность                                            | Награды | Совершённый подвиг |
| --------------------------- | --------------- | ---------------------------------------------------- | --- | --- |
| Кудленко Григорий Данилович | Майор           | Штурман полка                                        | | 35 вылетов на штурмовку живой силы, огневых точек и техники противника. 3.12.1942 г. в воздушных боях сбил два Ме-109 в районе г. Великие Луки и ст. Чернозём. 16.12.1942 г. и 6.01.1943 г. в воздушных боях в районе г. Великие Луки сбил два Ю-88. 14.01.1943 г. сбил Ме-109 в районе Марково. 15.12.1944 г. сбил FW-190 южнее ст. Дубени |
| Кулиев Адиль Гусейн оглу    | гвардии капитан | Заместитель командира эскадрильи, штурман эскадрильи | медаль Золотая Звезда, ордена Ленина, Красного Знамени (3), Александра Невского, Отечественной войны 1-й степени (2), Красной Звезды. | Герой Советского Союза, Указ Президиума Верховного Совета СССР от 23 февраля 1945г. 20 сбитых самолетов (1-Ме109,1- Ю-87, 18 - ФВ-190) |

## Благодарности Верховного Главнокомандующего
- За овладение городом Лида[7]
- За овладение городом Елгава (Митава)[8]
- За прорыв обороны противника северо-западнее и юго-западнее города Шяуляй[9]

## Статистика боевых действий
Всего за годы Великой Отечественной войны полком:
| Выполнено боевых вылетов | Сбито самолётов в воздухе | Уничтожено самолётов всего |
| ------------------------ | ------------------------- | -------------------------- |
| 7690                     | 329                       | 331                        |

Свои потери:
| Потеряно самолётов, всего | Погибло лётчиков всего |
| ------------------------- | ---------------------- |
| 89                        | 58                     |

## Литература

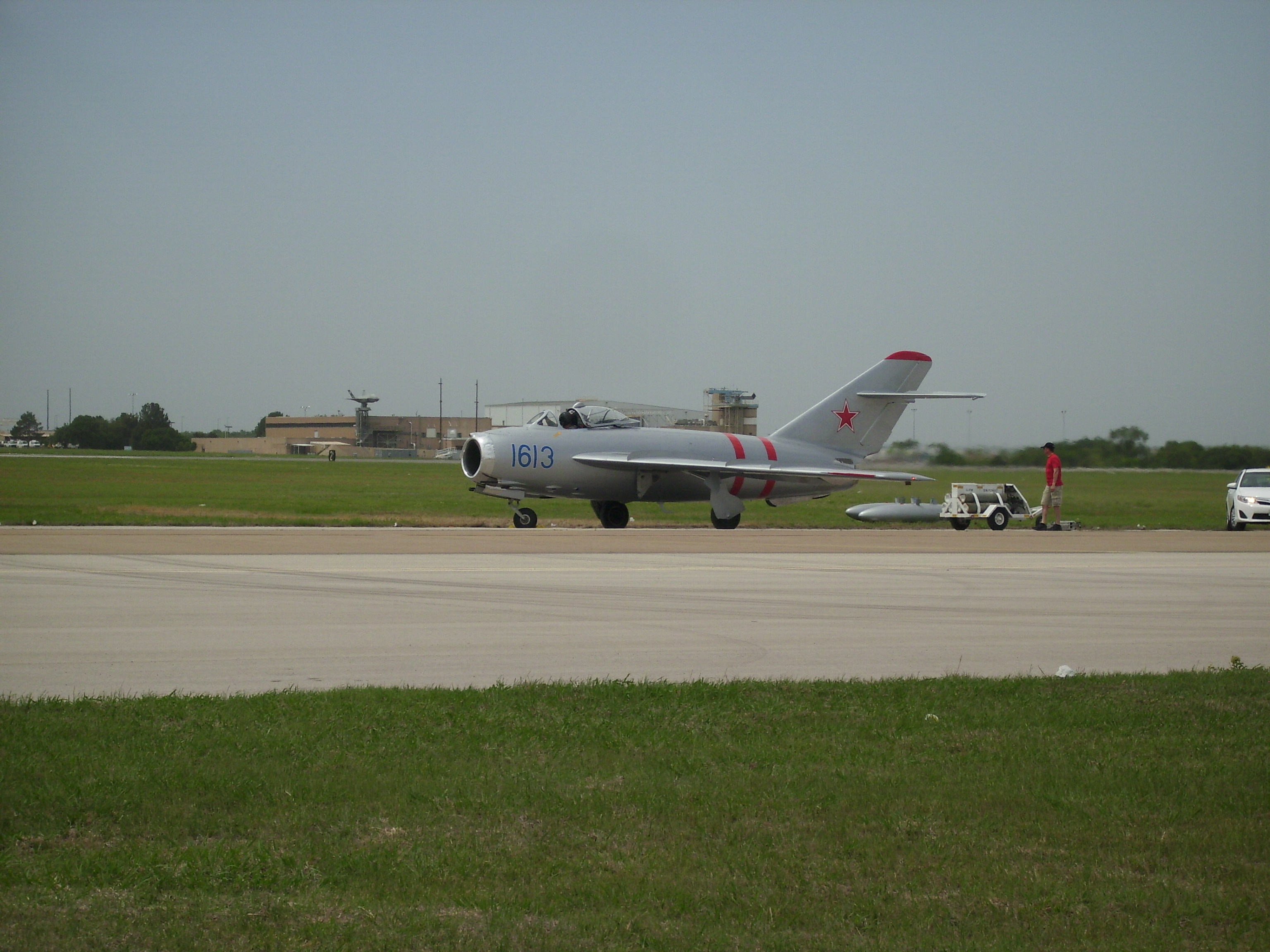
МиГ-17

## Базирование
| Период                  | Аэродром                        |
| ----------------------- | ------------------------------- |
| 1945 — 1947             | Перлеберг, Германия             |
| 1947 — 08.1949          | Йютербог Альтес Лагер, Германия |
| 08.1949 — 25.09.1953    | Бранденбург-Брест, Германия     |
| 25.09.1953 — 01.05.1961 | Мериа, Грузинская ССР           |

## Самолёты на вооружении
| Период               | Самолёты    |
| -------------------- | ----------- |
| 1941 — 1942          | И-15 бис    |
| 1942 — 1943          | Як-1, Як-7Б |
| 10.1943 — 1945       | Як-9        |
| 04.1945 — 1949       | Як-3        |
| 07.1949 — 09.1953    | МиГ-15      |
| 09.1953 — 01.09.1960 | МиГ-17      |